# Gastromyzon ctenocephalus
Gastromyzon ctenocephalus är en fiskart som beskrevs av Roberts 1982. Gastromyzon ctenocephalus ingår i släktet Gastromyzon och familjen grönlingsfiskar. Inga underarter finns listade i Catalogue of Life.